# 우시노시마역
우시노시마역(일본어: 牛島駅)은 일본 도쿠시마현 요시노가와시에 위치한 시코쿠 여객철도 도쿠시마 선의 철도역이다. 역 번호는 B07이며, 상대식 승강장 2면 2선의 구조를 갖춘 지상역이다.

## 타는 곳
| 1 | ■ 도쿠시마 선 | 아와이케다 · 아나부키 방면                             |
| 1 | ■ 도쿠시마 선 | 도쿠시마 방면                                          |
| 2 | ■ 도쿠시마 선 | 도쿠시마 방면 (보통 열차 끼리의 상·하행이 엇갈릴 때만) |

## 이용 현황
| 연도     | 하루 평균 | 연도     | 하루 평균 |
| 1995년도 | 344       | 2003년도 | 243       |
| 1996년도 | 357       | 2004년도 | 248       |
| 1997년도 | 335       | 2005년도 | 256       |
| 1998년도 | 331       | 2006년도 | 285       |
| 1999년도 | 301       | 2007년도 | 286       |
| 2000년도 | 279       | 2008년도 | 306       |
| 2001년도 | 272       | 2009년도 | 297       |
| 2002년도 | 256       | 2010년도 | 297       |
| -------- | --------- | -------- | --------- |

## 역 주변
- 모리나가 유업 도쿠시마 공장 터
- 국도 제192호선
- 이노 강

## 인접 역
| 시코쿠 여객철도         | 시코쿠 여객철도 | 시코쿠 여객철도           |
| ----------------------- | --------------- | ------------------------- |
| B 06 시모우라 사코 방면 | 도쿠시마 선     | 오에즈카 B 08 쓰쿠다 방면 |